# Suka Baru (Bunga Mayang)
Suka Baru is een bestuurslaag in het regentschap Ogan Komering Ulu van de provincie Zuid-Sumatra, Indonesië. Suka Baru telt 1680 inwoners (volkstelling 2010).